# 川口乡 (衡南县)
川口乡，是中华人民共和国湖南省衡陽市衡南县下辖的一个乡镇级行政单位。2015年11月18日，川口乡、花桥镇成建制合并设立花桥镇。

## 行政区划
川口乡下辖以下地区：
川口社区、高冲村、赤水村、豹泉村、川口村、白水村、天光村、楼屋村、畔冲村、金石村、龙桥村、大冲村、黄坪村、三塘村、敏东村、三田村、源头村、马署村、高堰村、浅潭村和将军村。